# Монстр (фильм, 1994)
«Монстр» (фр. Le Monstre, итал. Il mostro — Чудовище) — кинокомедия совместного французско-итальянского производства. 
Главную роль в фильме исполнил режиссёр и соавтор сценария Роберто Бениньи. Он сыграл роль человека, которого полиция ошибочно (из-за его странного поведения) принимает за серийного маньяка-убийцу. Этот фильм, когда он вышел в прокат, был лидером по сборам в Италии и уступил своё лидерство только спустя четыре года другому фильму Бениньи, «Жизнь прекрасна».

## Сюжет
Лорис работает декоратором, вокруг него всегда много манекенов, садовых гномов и неисправного инструмента, что приводит ко множеству нелепых ситуаций. Он учит китайский язык, надеясь, что таким образом сможет добиться должности менеджера в международной компании. Лорис живёт в квартире, за съём которой не платит несколько месяцев. К тому же он должен ещё нескольким людям в городе.
События фильма начинаются на вечеринке. Лорис грубо пристает к женщине, которую ошибочно принял за нимфоманку. Та в ужасе убегает от него, но позже встречает на парковке, где он укладывает манекены в грузовик и достаёт электропилу (которая потом случайно включается, а выключить её оказалось непросто), так как она мешает погрузке. Бедная женщина думает, что он хочет её убить, опять от него убегает и приходит в полицию, где говорит, что это именно тот маньяк, который убил и расчленил 18 женщин за последние 12 лет (последнее преступление случилось на днях). Дама составляет его фоторобот, который попадает инспектору и психиатру. Они хотят сразу арестовать Лориса, но, увы, доказательств его вины мало. Тогда решено организовать за ним слежку.
В это время в квартиру Лориса управляющий дома, сдающий ему жильё, приводит возможного постояльца на место Лориса, которого управляющий собирается выкинуть на улицу в ближайшее время. С помощью хитрости Лорису удаётся заставить своего соперника отказаться от аренды квартиры и удалиться. Когда управляющий уходит, соседские дети подкидывают Лорису дохлую кошку. Он выбрасывает её на улице в мусорное ведро, после чего идёт мимо лавки по продаже часов, где его узнаёт продавец и бежит за ним (в своё время Лорис не заплатил за часы). Но Лорису удаётся улизнуть, спрятавшись под балконом, где ему случайно посчастливилось заглянуть даме под юбку. Также Лорис совершил кражу в супермаркете (парализовав систему охраны), бесплатно пообедал в кафе и украл газету.
Позже в полиции женщинам, которые там работали, показывают видеозаписи, получившиеся в результате слежки за Лорисом. Помимо эпизодов с кошкой и погоней, благодаря которым следователям удалось охарактеризовать его как расчётливого и бездушного убийцу и душегуба, особый акцент сделан на эпизоде в кафе: показано, как на выходе Лорис якобы занимался онанизмом перед нагнувшейся поднять упавшие вещи женщиной (хотя на самом деле Лорис пытался потушить окурок, случайно упавший в его штаны). От этого зрелища многим женщинам стало плохо, после чего все, кроме одной, ушли (последняя задремала). В итоге оставшаяся сотрудница полиции, Джессика Роззетти, и была отправлена на задание в качестве приманки, чтобы поймать Лориса с поличным.
Джессика приходит на квартиру к Лорису как одна из возможных покупателей квартиры. Она пообещает подумать и хочет было уйти, но он её догоняет и предлагает тайком снимать у него половину квартиры. Она к нему заселяется, о чём докладывает своему начальству. Следователь объявляет о начале операции «Ни минуты покоя», суть которой состоит в том, чтобы с помощью вульгарного поведения Джессики заставить Лориса напасть на неё и изнасиловать. Операция даёт сбой, потому что он всеми силами старается не реагировать на провокации Роззетти, следуя совету друга думать в эти моменты о чём-нибудь другом. Джессика понимает, что здесь что-то не то, и сообщает об этом психиатру, но тот не принимает её слова во внимание и решает встретиться с этим «монстром» под видом портного у него дома. В итоге жена врача, тоже пришедшая на встречу, подвергается сильнейшему стрессу и в истерике убегает, а доктор берёт все нужные образцы. По результатам исследования выходит, что Лорис и есть маньяк.
На следующий день Лорис идёт сдавать экзамен по китайскому языку. Он плохо учил язык и до этого отвечал по шпаргалкам, поэтому экзамен не сдал. На выходе его встретили Джессика и учитель китайского, которому Лорис вернул талисман, который, как утверждалось, приносит удачу. После этого, дома, к Джессике приходит психиатр и приносит костюм Красной Шапочки (он нашёл в шкафу статую гнома из мультфильма «Белоснежка и семь гномов»). Джессика надевает костюм, но понимает, что это глупо, и уходит. Она оставляет свой диктофон. Лорис оставил на нём сообщение, что договор о сдачи в аренду квартиры расторгнут, но слышит признание Джессики в любви к нему.
В полицейском офисе Джессику критикуют за отказ участвовать в операции, и тут узнают, что совершено ещё одно убийство женщины. Все кидаются искать Лориса. Когда он узнаёт о том, что его ищут, убегает от них и прячется в доме своего преподавателя по китайскому. В то же время Джессика прибывает на место преступления и находит тот самый талисман, который давал Лорису учитель языка на время экзамена. Она понимает, что преподаватель является этим монстром. Полицейские арестовывают его, а с Лориса снимают все обвинения. Под конец фильма Лорис и Джессика целуются и уходят (на корточках, ибо неисповедимы пути итальянского юмора) вдаль на фоне заката солнца.

## Реакция кинокритиков
Кинокритики в США относятся к фильму пренебрежительно. Согласно Rotten Tomatoes, фильм имеет рейтинг 33 %. Джеймс Брендедж на filmcritic.com пишет, что «это — ребяческий фильм, забава, и Вы сможете получить от этого фильма удовольствие, не зная ни слова по-итальянски… хорошо, возможно, не третья часть, но всё же Вам не придётся слишком мудрить мозгами».
У Криса Хикса из Deseret News несколько иное мнение о фильме: «после часа просмотра Бениньи и его фильм надоедает, а ведь ещё приходится терпеть столько же. Я удивлён, как это кино смогло стать самым кассовым фильмом в истории Италии».
Феминистки утверждают, что в фильме унижается роль женщины. Роль Джессики, высокого профессионала, в фильме сводится до роли сексуальной приманки.

## В ролях
- Роберто Бениньи — Лорис
- Николетта Браски — Джессика Роззетти
- Мишель Блан — Париде Такконе, психиатр
- Доминик Лаванан — Иоланда Такконе
- Жан-Клод Бриали — Управляющий
- Массимо Джиротти